# Earl Foster Thomson
Earl Foster Thomson (Cleveland, 14 de agosto de 1900-Santa Bárbara, 5 de julio de 1971) fue un jinete estadounidense que compitió en las modalidades de doma y concurso completo.
Participó en tres Juegos Olímpicos de Verano entre los años 1932 y 1948, obteniendo un total de cinco medallas: oro y plata en Los Ángeles 1932, plata en Berlín 1936 y oro y plata en Londres 1948.

## Palmarés internacional
| Juegos Olímpicos | Juegos Olímpicos             | Juegos Olímpicos | Juegos Olímpicos |
| Año              | Lugar                        | Medalla          | Categoría        |
| ---------------- | ---------------------------- | ---------------- | ---------------- |
| 1932             | Los Ángeles (Estados Unidos) | Medalla de oro   | Por equipos      |
| 1932             | Los Ángeles (Estados Unidos) | Medalla de plata | Individual       |
| 1936             | Berlín (Alemania)            | Medalla de plata | Individual       |
| 1948             | Londres (Reino Unido)        | Medalla de oro   | Por equipos      |

| Juegos Olímpicos | Juegos Olímpicos      | Juegos Olímpicos | Juegos Olímpicos |
| Año              | Lugar                 | Medalla          | Categoría        |
| ---------------- | --------------------- | ---------------- | ---------------- |
| 1948             | Londres (Reino Unido) | Medalla de plata | Por equipos      |